# Campethera mombassica
El pito de Mombasa (Campethera mombassica) es una especie de ave piciforme de la familia Picidae. Está ampliamente distribuido en África, encontrándose en Somalia, Kenia, y Tanzania.